# Michal Malák
Michal Malák (ur. 25 sierpnia 1980 w Popradzie) – słowacki biegacz narciarski, dwukrotny uczestnik zimowych igrzysk olimpijskich, czterokrotny uczestnik mistrzostw świata w narciarstwie klasycznym.
W 2006 i 2010 roku wziął udział w zimowych igrzyskach olimpijskich. W Turynie zajął 73. miejsce w biegu na 15 km, 45. miejsce na 50 km i 53. na 30 km. W Vancouver był 54. w biegu indywidualnym na 15 km, 12. w sztafecie i 14. w sprincie drużynowym.
W latach 2001–2009 czterokrotnie wystartował w mistrzostwach świata w narciarstwie klasycznym. Podczas mistrzostw w Lahti uplasował się na 64. miejscu w biegu na 15 km, na 56. miejscu w biegu na 30 km i na 54. miejscu w sprincie. Cztery lata później w Oberstdorfie był 60. w biegu na 15 km, 47. w sprincie indywidualnym i 17. w sprincie drużynowym. W 2007 roku w Sapporo zajął 15. miejsce w sprincie drużynowym i 41. w biegu na 15 km, a dwa lata później w Libercu był 52. w sprincie i 45. w biegu masowym na 50 km.
W Pucharze Świata po raz pierwszy wystartował w styczniu 2002 roku w Nowym Mieście. Zajął wówczas 15. miejsce w sprincie drużynowym. Pierwszy indywidualny start w PŚ zaliczył 6 grudnia 2003 w biegu masowym na 30 km techniką dowolną w Dobbiaco, zajmując 75. miejsce. W zawodach tego cyklu startował do 2010 roku, jednak ani razu nie zdobył punktów do klasyfikacji generalnej.
W listopadzie 2002 roku stanął na trzecim stopniu podium zawodów Pucharu Kontynentalnego w Fairbanks w biegu na 15 km techniką dowolną. W zawodach tej rangi jeszcze trzykrotnie uplasował się w pierwszej dziesiątce klasyfikacji – w 2002 roku w Val di Fiemme był ósmy w biegu na 30 km, w Fairbanks dziesiąty w sprincie, a w 2003 roku był dziewiąty w biegu na 10 km w Rumfordzie. Czterokrotnie zwyciężył w zawodach z cyklu Slavic Cup (w 2006 w biegu na 20 km w Kremnicy, w 2008 w biegu na 15 km w Horních Mísečkach oraz w 2009 w biegach na 10 km w Kremnicy i Horních Mísečkach), dwukrotnie zajął drugie miejsce i raz trzecie. W klasyfikacji generalnej cyklu dwukrotnie zajął czwarte miejsce (w 2008 i 2009 roku) i raz był 24. (w 2010 roku).
W 1998 roku wystartował w mistrzostwach świata juniorów i zajął 34. miejsce w biegu na 10 km stylem dowolnym oraz 52. w biegu na 30 km techniką klasyczną. W zawodach tej rangi zaprezentował się również podczas dwóch kolejnych edycji mistrzostw – w 1999 roku był 61. na 10 km techniką klasyczną i 37. na 30 km techniką dowolną, a w 2000 roku 35. w biegu na 30 km techniką klasyczną.